# Halophila engelmannii
Halophila engelmannii är en dybladsväxtart som beskrevs av Paul Friedrich August Ascherson. Halophila engelmannii ingår i släktet Halophila och familjen dybladsväxter. Inga underarter finns listade.